# اینوربروی
اینوربروی (به انگلیسی: Inverbervie) یک شهرک در اسکاتلند است که در آبردین‌شایر واقع شده است.